# Aphis elegantula
Aphis elegantula är en insektsart. Aphis elegantula ingår i släktet Aphis och familjen långrörsbladlöss. Inga underarter finns listade i Catalogue of Life.